# Regering-Kolowrat
Franz Anton Graf von Kolowrat-Liebsteinsky  was de eerste constitutionele minister-president van Oostenrijk. Dit artikel geeft een overzicht van de ministers in de regering-Kolowrat.
| Functie                           | Persoon                               | Van              | Tot           |
| --------------------------------- | ------------------------------------- | ---------------- | ------------- |
| Minister-president, gevolmachtigd | Franz Anton von Kolowrat-Liebsteinsky | 20 februari 1848 | 5 april 1848  |
| Minister-president, gevolmachtigd | Karl Ludwig von Ficquelmont           | 19 april 1848    | 4 mei 1848    |
| Buitenlandse Zaken                | Karl Ludwig von Ficquelmont           | 20 maart 1848    | 4 mei 1848    |
| Onderwijs                         | Franz von Sommaruga                   | 20 maart 1848    | 7 mei 1848    |
| Financiën                         | Karl Friedrich Kübeck von Kübau       | 20 maart 1848    | 1 april 1848  |
| Financiën                         | Philipp von Krauß                     | 2 april 1848     | 7 mei 1848    |
| Binnenlandse Zaken, gevolmachtigd | Franz von Pillersdorf                 | 20 maart 1848    | 7 mei 1848    |
| Justitie                          | Eduard von Taaffe                     | 20 maart 1848    | 21 april 1848 |
| Justitie                          | Franz von Sommaruga                   | 22 april 1848    | 7 mei 1848    |
| Oorlog                            | Peter von Zanini                      | 2 april 1848     | 28 april 1848 |
| Oorlog                            | Theodor Baillet von Latour            | 28 april 1848    | 7 mei 1848    |

Kolowrat · Pillersdorf · Wessenberg · Schwarzenberg · Buol · Rechberg · Aartshertog Reinier · Belcredi